# Gorm Starý
Gorm Starý (Gorm den Gamle), zvaný také Gorm Ospalý (Gorm Løge dvaske), nebo „Harzeš Górmi“ byl prvním historicky doloženým králem Dánska. Vládl přibližně od roku 936 až do své smrti, asi roku 958. Vládl z Jellingu a vztyčil nejstarší runové kameny v Jellingu na počest své manželky Thyry. Narodil se před rokem 900.

## Vláda
Gorm mohl být potomek legendárního dánského krále Knuta. Adam z Brém píše, že Knut přišel do Dánska z Northmanie a získal moc počátkem 10. století. Po jeho smrti získal trůn Gorm.
Adam z Brém naznačuje, že království v době před Gormem bylo rozdělené. Gorm sám je poprvé zmiňován jako hostitel arcibiskupa Unniho z Hamburku a Brém v roce 936. Podle jellingských kamenů Gorm „získal celé Dánsko“, ale spekuluje se o tom, že vládl pouze Jutsku ze svého sídla v Jellingu.
Gormovou manželkou byla Thyra Danebod, jejíž původ není prokazatelný a kterou jellingské kameny nazývají tanmarkar but (dánská spása nebo ozdoba Dánska). Jedním z jejich dětí byl Gormův nástupce Harald I.
Podle dendrochronologické studie dřeva v jeho pohřební komnatě Gorm zemřel v zimě 958–959. Za vlády Gorma Starého Dánové uctívali severské bohy, ale za jeho syna Haralda začalo Dánsko oficiálně konvertoval ke křesťanství.

## Runové kameny v Jellingu

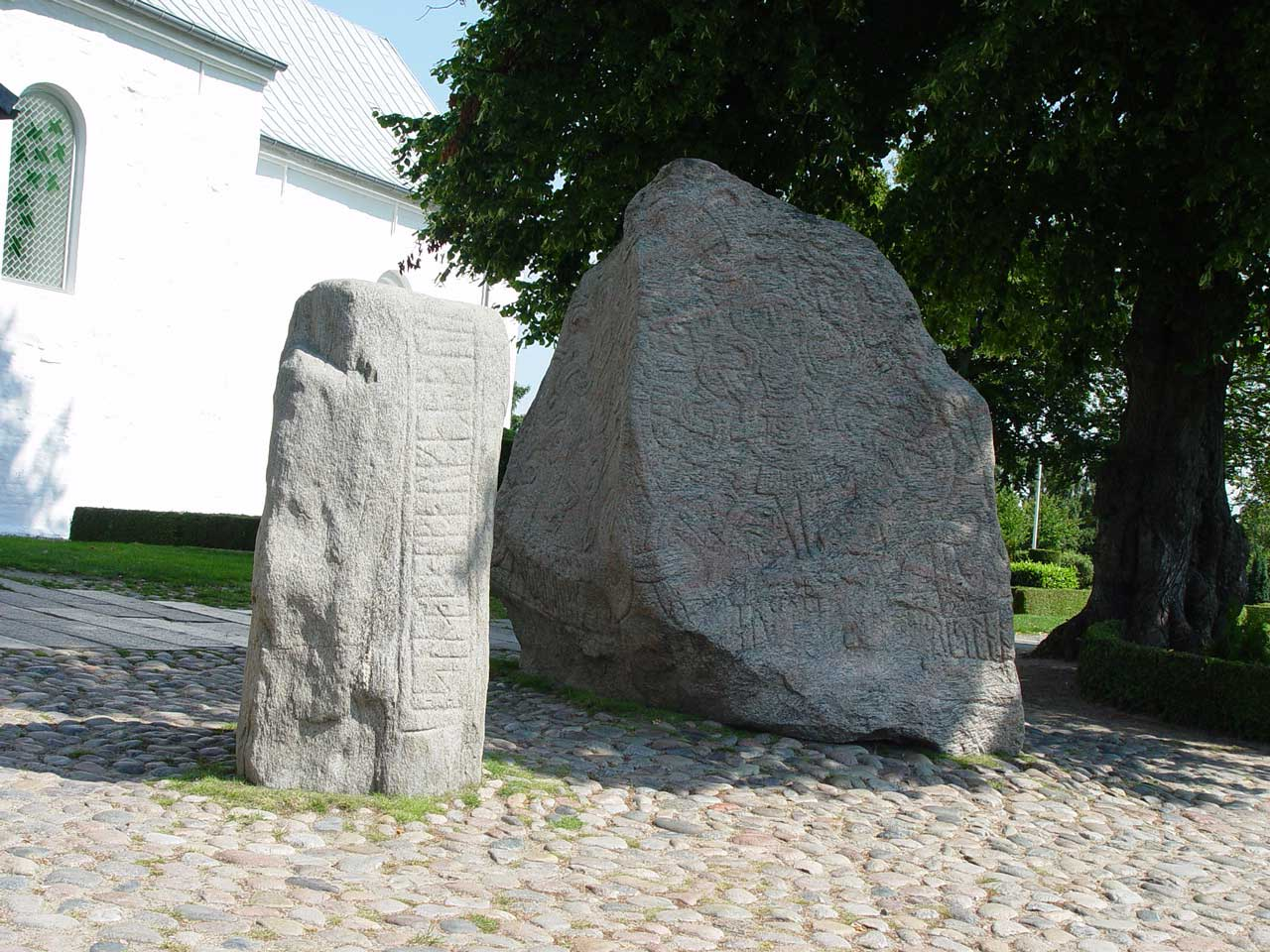
Gormův a Haraldův
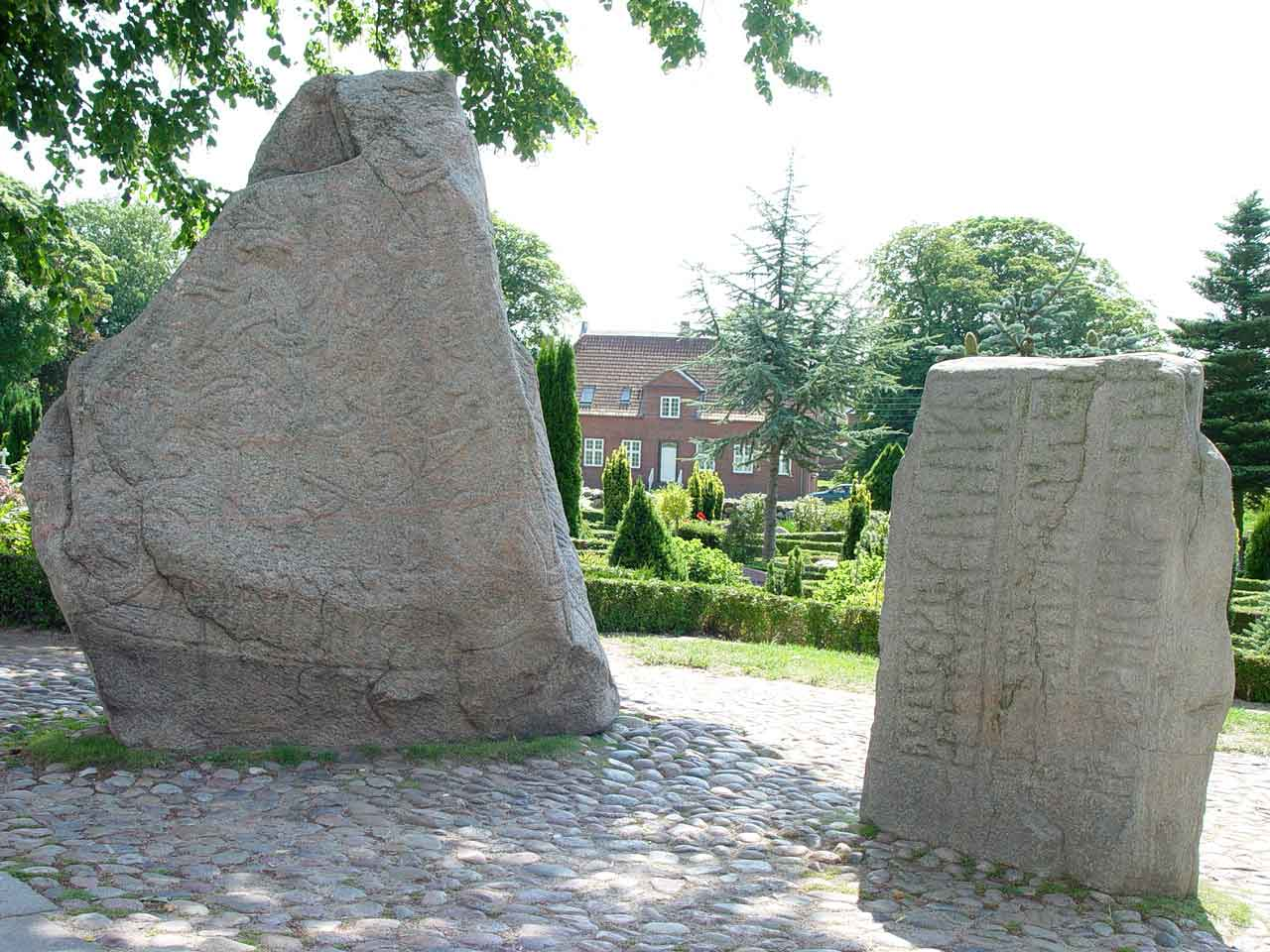
Haraldův a Gormův
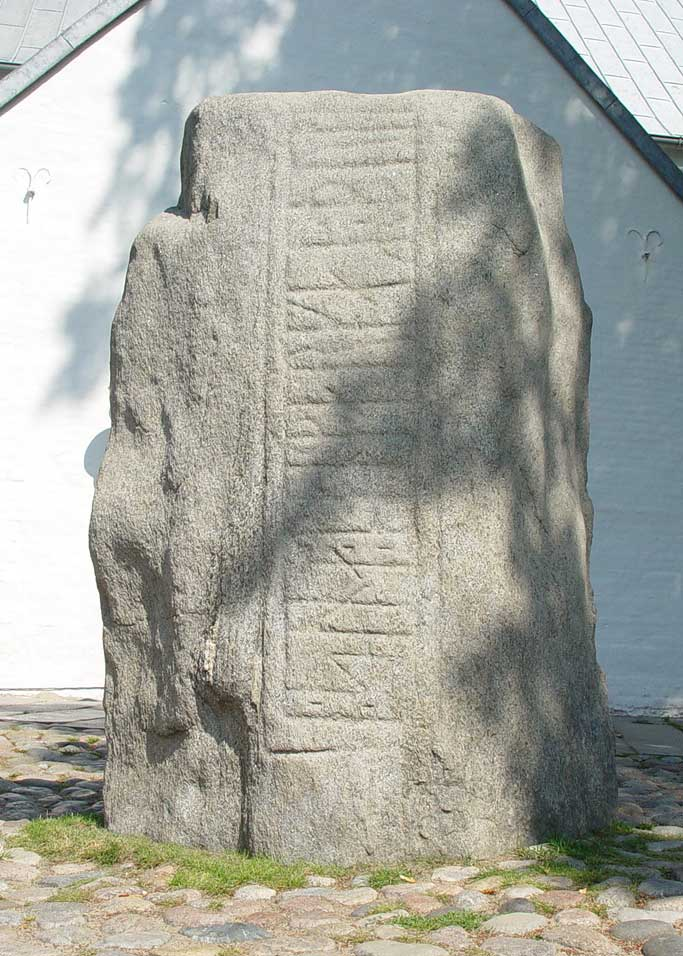
Runový kámen vztyčený na počest Thyry, přední část
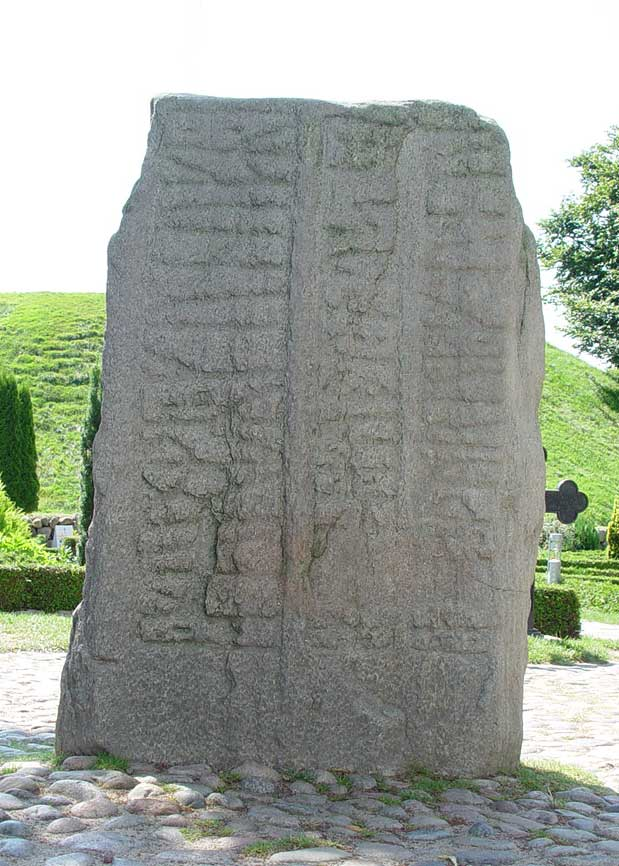
Runový kámen vztyčený na počest Thyry, zadní část